# Rachel Rinast
Rachel Miriam Rinast, née le 2 juin 1991 à Bad Segeberg en Allemagne, est une footballeuse internationale suisse. Elle évolue au poste de latérale gauche au FC St Pauli.

## Biographie
Rachel Rinast naît le 2 juin 1991 à Bad Segeberg en Allemagne, d'un père allemand et d'une mère suisse.
Elle débute le football à l'âge de quatre ans. À côté du football, elle chante, et joue du violon,.

## Carrière

### En club
Elle signe au SC Fribourg en 2018 mais part après six mois, en janvier 2019, en Israël au ASA Tel-Aviv parce qu'elle a « perdu la passion » en raison de toutes les critiques reçues dans le club allemand.
En mai 2022, elle signe au Grasshopper Club Zurich.

### En sélection
Elle fait ses débuts en équipe nationale le 4 mars 2015 contre l'Islande lors de la coupe d'Algarve,. Elle est sélectionnée par Nils Nielsen pour participer à l'Euro 2022 organisé en Angleterre où elle dispute une rencontre.